# Chilasa clytia
Chilasa clytia är en fjärilsart som först beskrevs av Carl von Linné 1758.  Chilasa clytia ingår i släktet Chilasa och familjen riddarfjärilar. Inga underarter finns listade i Catalogue of Life.

## Bildgalleri

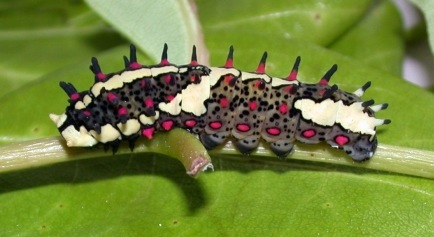
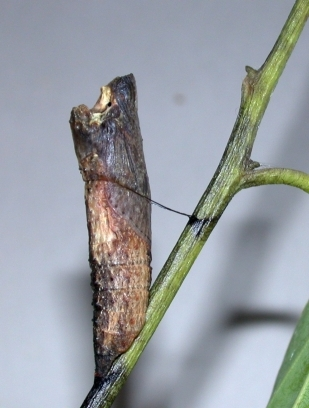
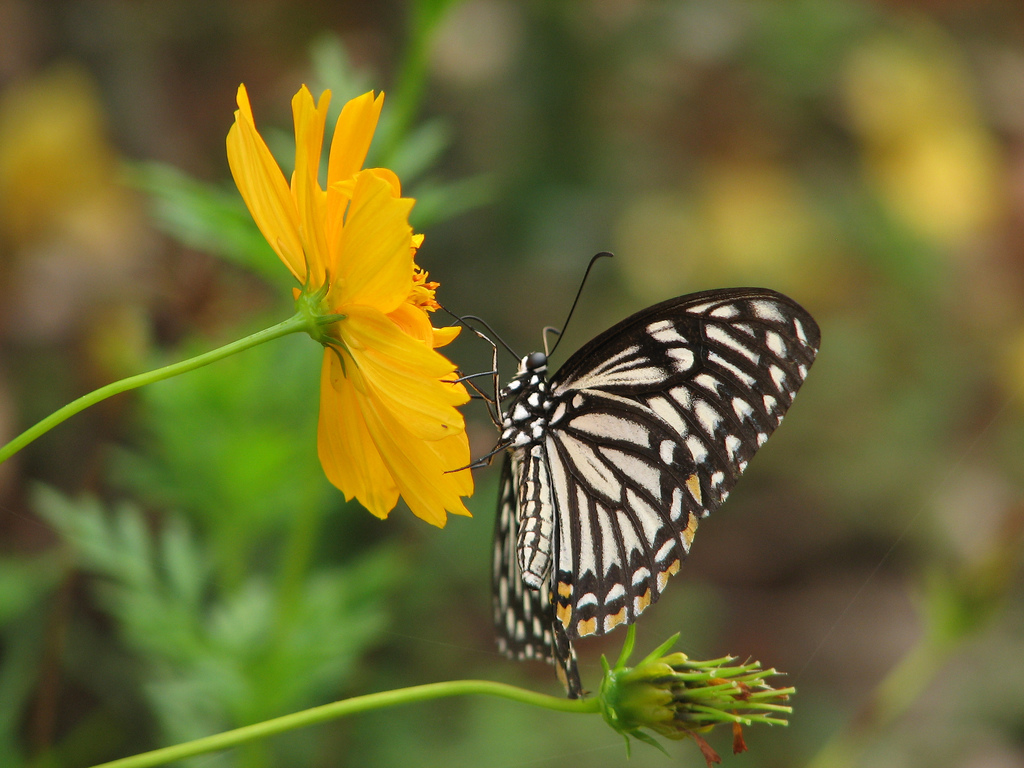
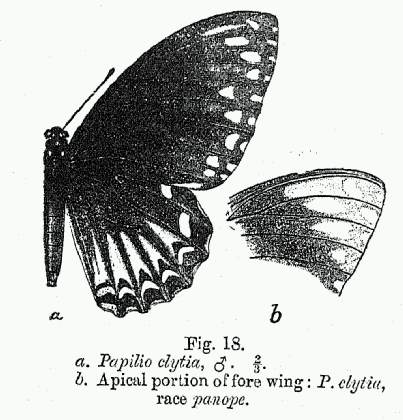
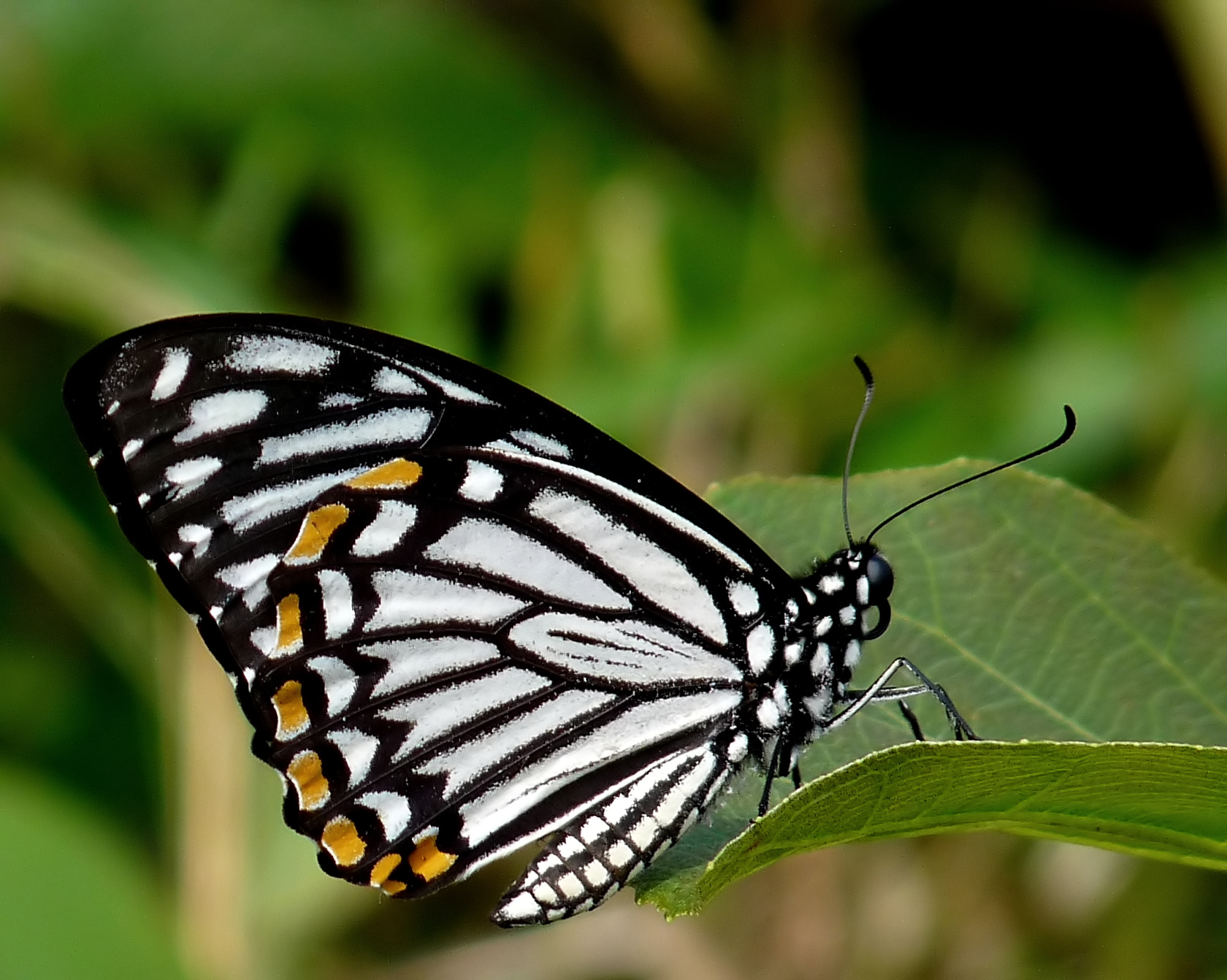
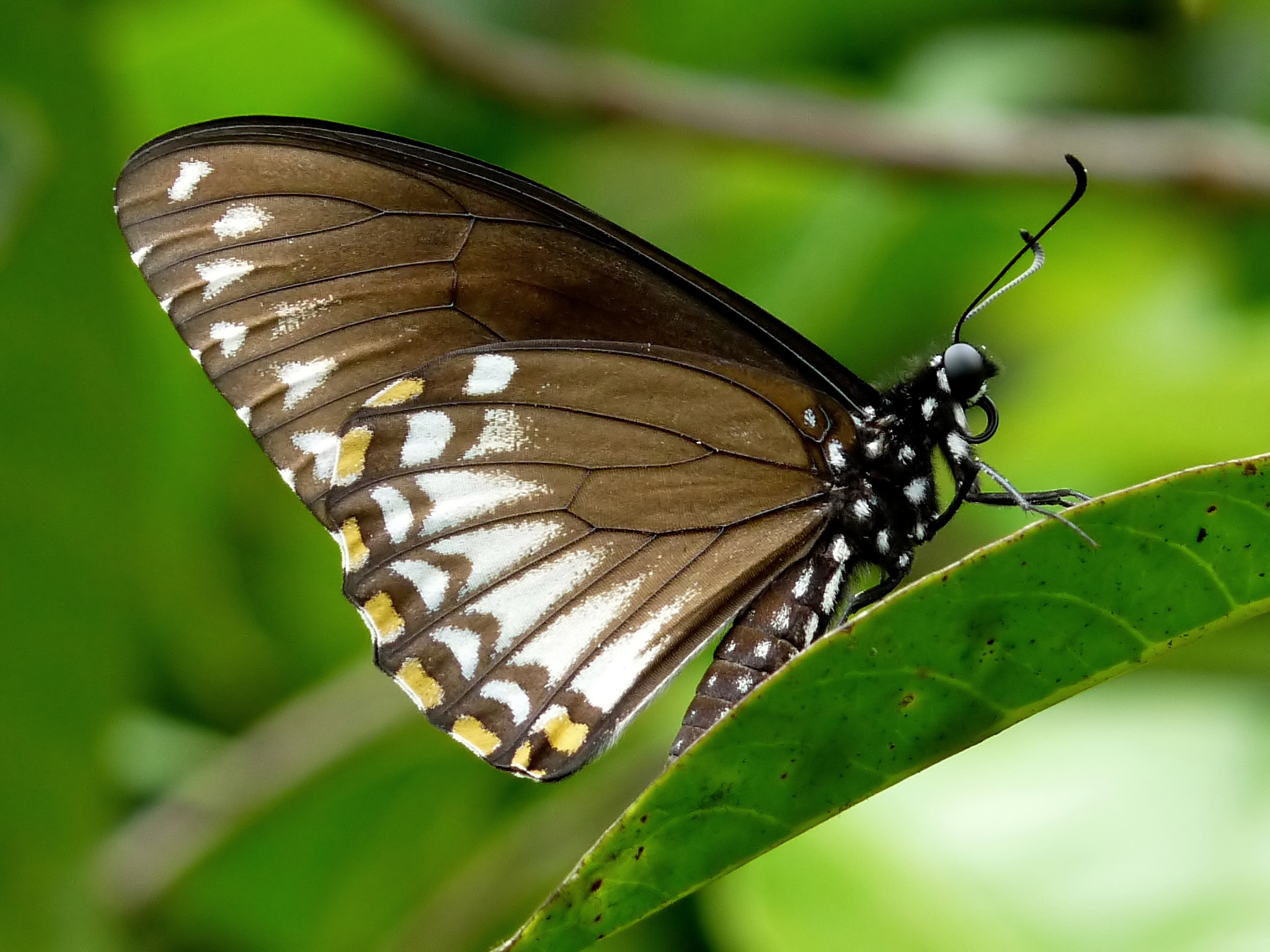
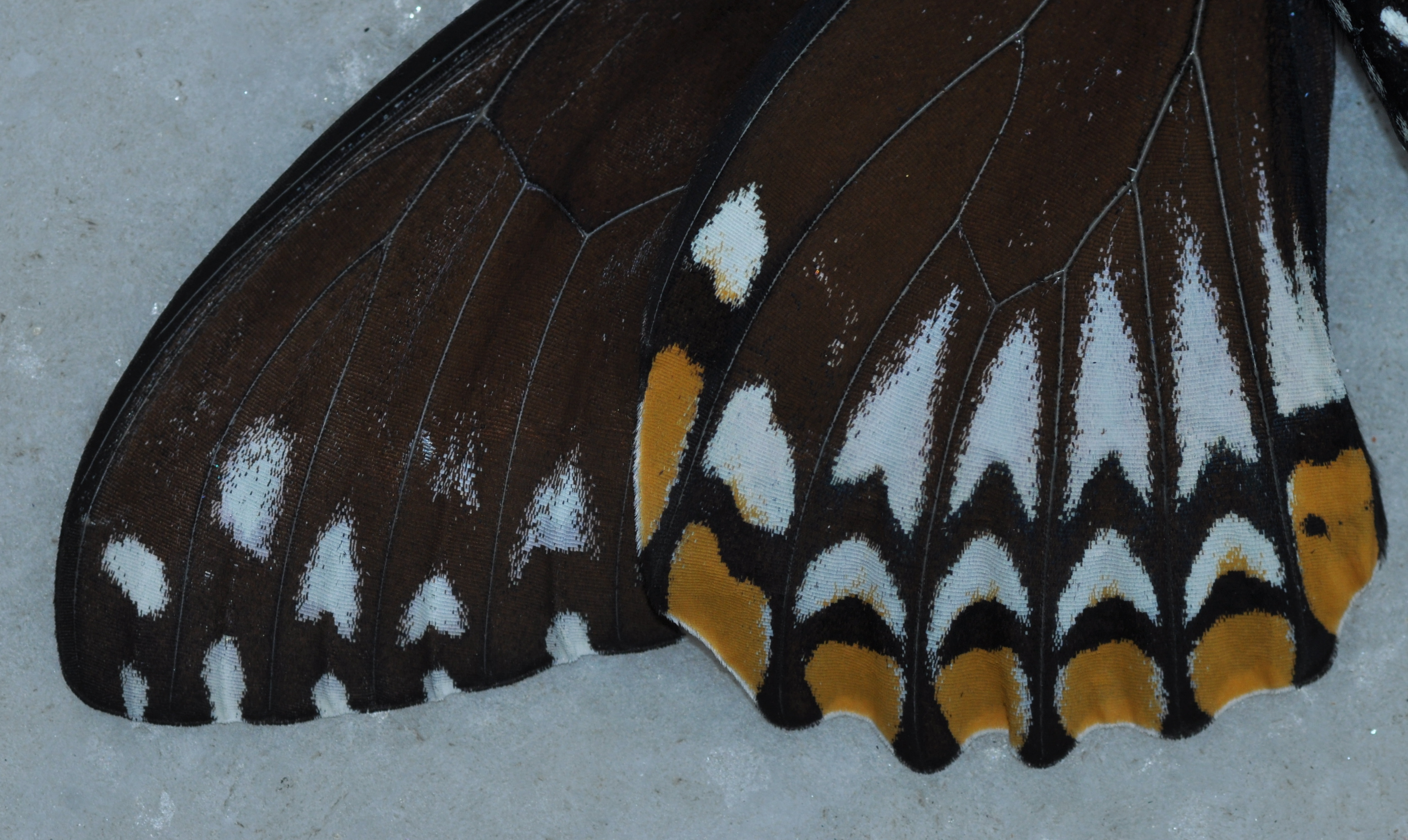